# Emil Spindler
Emil Spindler (* 3. Mai 1885 in Schiedlow; † 1. Oktober 1957 in Bremen) war ein Kaufmann und Politiker (USPD, SPD) aus Bremen und er war Mitglied der Bremischen Bürgerschaft. 

## Biografie

### Ausbildung und Beruf
Spindler war als Geschäftsführer in Bremen tätig.  

### Politik
Spindler war in der Weimarer Republik Mitglied der USPD und SPD und nach dem Zweiten Weltkrieg in der SPD.  
Er war von 1919 bis 1920 Abgeordneter in der Bremer Nationalversammlung und von 1923 bis 1933 Mitglied der Bremischen Bürgerschaft sowie nach dem Krieg von 1946 bis 1947 wieder in der Bürgerschaft vertreten und in verschiedenen Deputationen der Bürgerschaft tätig. 

### Sonstiges
Spindler war mit Grete Spindler (1888–1953) verheiratet. 